# Jewel (nome)
Jewel  è un nome proprio di persona inglese maschile e femminile.

## Varianti
- Jewell[3]

## Origine e diffusione
Il prenome, entrato nell'uso comune a partire dal XIX secolo, riprende il termine inglese jewel, che significa "gioiello" (dall'antico francese jouel, "gioiello", "gemma", "ornamento", la cui etimologia non è chiarissima).
Parte del suo uso può anche essere dovuto alla fama del vescovo di Salisbury John Jewel (o Jewell), vissuto nel XVI secolo; il suo cognome ha un'etimologia differente, essendo infatti un derivato del nome bretone Judicaël.

## Onomastico
Il nome è adespota. Le persone che portano questo nome possono quindi festeggiare il proprio onomastico il 1º novembre, giorno dedicato alla festa di Ognissanti.

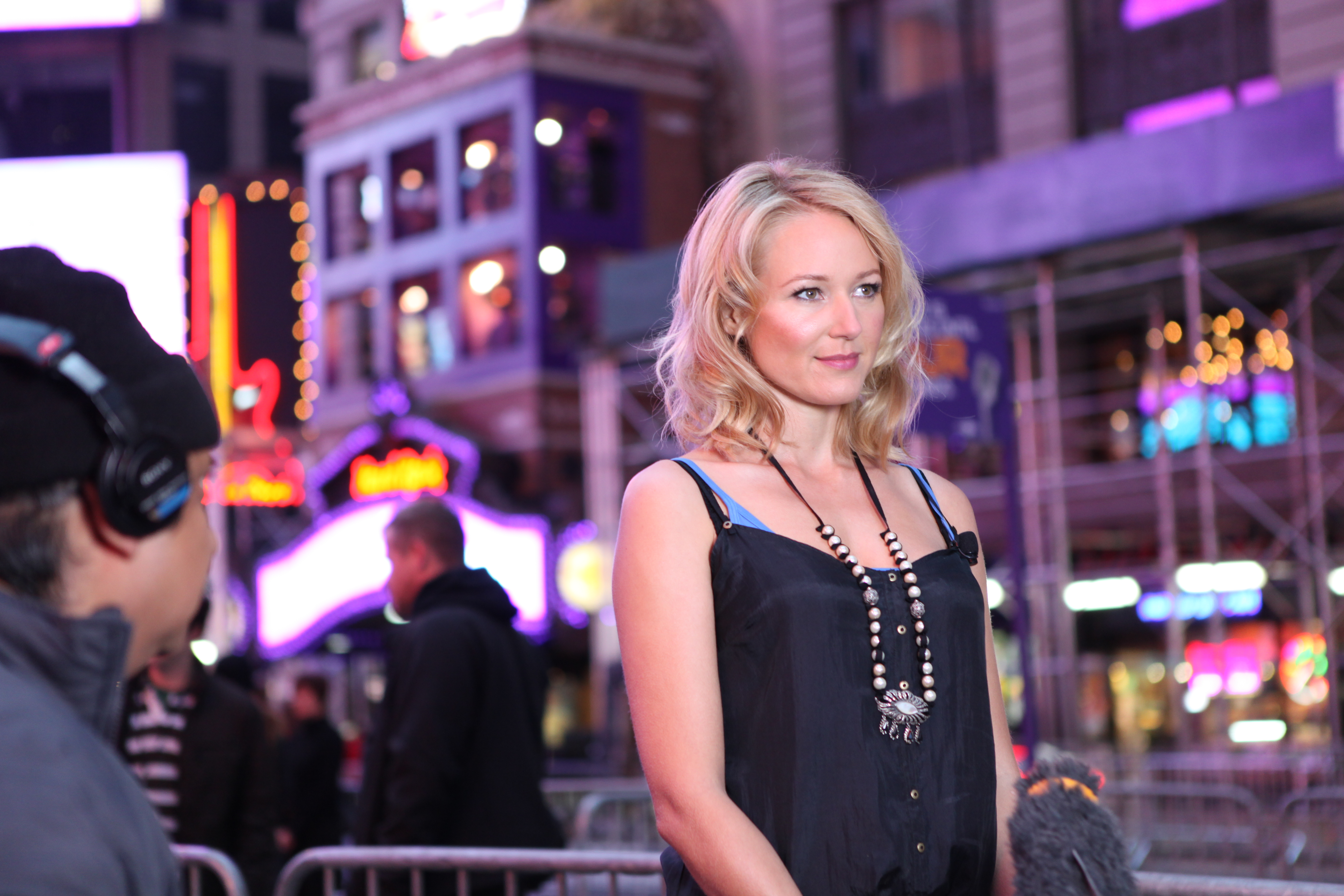
Jewel Kilcher

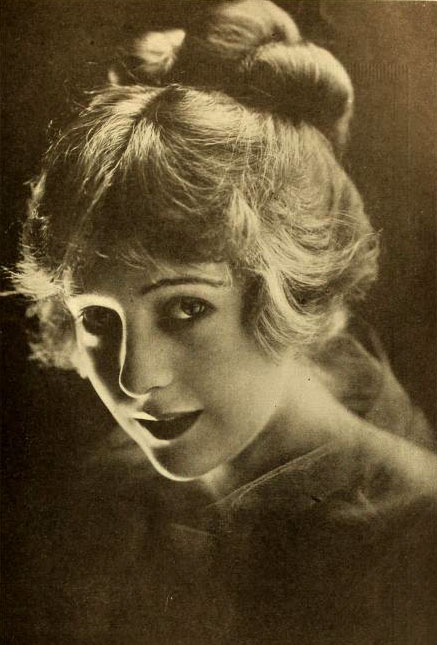
Jewel Carmen

## Persone
- Jewel Kilcher, in arte Jewel, cantautrice, attrice e poetessa statunitense
- Jewel Carmen, attrice statunitense
- Jewel De'Nyle, attrice pornografica e regista statunitense
- Jewel Staite, attrice canadese

### Variante Jewell
- Jewell Young, cestista statunitense
- Jewell Loyd, cestista statunitense